# 刚察站
刚察站位于中华人民共和国青海省海北藏族自治州刚察县沙柳河镇，是青藏铁路的一座车站，距离西宁站207公里，于1979年启用，现由青藏铁路公司营运。车站现为四等站，办理旅客乘降和行包托运。车站同时承担货运业务。